# ZZap! 64
ZZap!64 var en brittisk datorspelstidning för CBM:s C64-dator. Första numret utkom 1985. Från början innehöll den enbart information om c64-spel men under 1988 började man med att då och då även beröra Amiga-spel. Från och med oktober 1988 blev Amiga en permanent del i tidningen ända tills nummer 74 (juni 1991) då tidningen återgick till att bara beröra c64-spel. 
Nummer 90 blev officiellt det sista numret av ZZap! 64 eftersom tidningen då bytte namn på grund av ägarbyte. Det nya namnet blev Commodore Force.